# بيتي فورد
إليزابيث آن بلومر وارن «بيتي» فورد (بالإنجليزية: Betty Ford) (8 أبريل 1918 - 8 يوليو 2011) السيدة الأولى للولايات المتحدة بين عامي 1974-1977 خلال فترة رئاسة زوجها الرئيس الثامن والثلاثون للولايات المتحدة الأميركية الأسبق، جيرالد فورد، كما كانت ناشطة في مجال السياسة الاجتماعية.
حافظت بيتي طوال فترة شغل زوجها لمنصب رئيس الولايات المتحدة، على شعبية كبيرة بالرغم من معارضة بعض المحافظين الجمهوريين الذين اعترضوا على مواقفها الأكثر ليبرالية في بعض القضايا الاجتماعية، عرفت بصراحتها التي كانت مثار إعجاب عدد كبير من الأميركيين بسبب تغلبها على الإدمان والمرض والحبوب المسكنة، وتأسيسها لأبرز مراكز إعادة التأهيل في الولايات المتحدة.
كان لمكانتها كالسيدة أولى الأثر الكبير لرفع التوعية حول سرطان الثدي بعد عملية استئصال الثدي لها 1974 , كانت كثيرًا ما تؤيد تعديل قانون المساواة في الحقوق (ERA)، ومناصرة لحق الإجهاض ورائدة في الحركة النسوية، اكتسبت شهرة باعتبارها واحدة من السيدات الأوائل الأكثر صراحة في التاريخ الأميركي، وتعلق على قضايا ساخنة في وقتها، بما في ذلك الحركة النسائية، المساواة في الأجر، تعديل قانون المساواة في الحقوق، الجنس، المخدرات، الإجهاض، والسيطرة على السلاح. كما أنها أثارت الوعي حول الإدمان عندما أعلنت أنها منذ فترة طويلة معركة مع إدمان الكحول في عقد 1970.
بعد سنوات عملها في البيت الأبيض، واصلت نشاطها في الحركة النسوية، أسست وشغلت منصب أول رئيس مجلس إدارة مركز بيتي فورد لإساءة استعمال المخدرات والإدمان، حائزت على ميدالية الكونغرس الذهبية (شارك في العرض مع زوجها جيرالد فورد، 21 أكتوبر، 1998) وميدالية الحرية الرئاسية (قدمت لها عام 1991، من قبل جورج بوش الأب).

## نشأتها

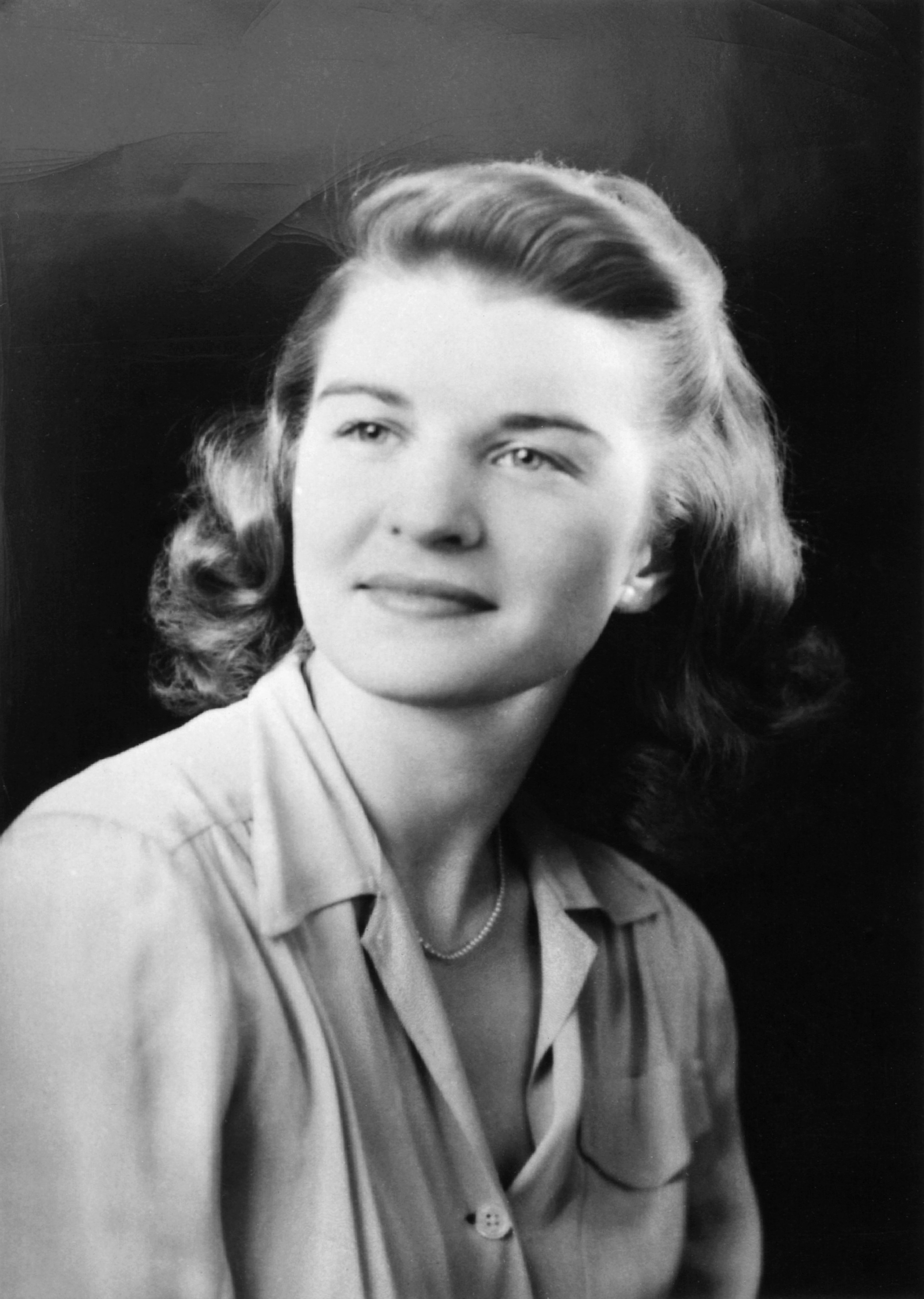
إليزابيث آن بلومر في سن 18, 1936

نتيجة زوج وليام ستيفنسن بلومر، الأب (19 يوليو، 1874 - 18 يوليو 1934) من زوجته، هورتنس (11 يوليو 1884 - نوفمبر 20، 1948). في 9 نوفمبر 1904 في ولاية إيلينوي في شيكاغو.
ولدت إليزابيث آن بلومر في 8 أبريل، 1918 شيكاغو، إلينوي، ابنة ثالثة ووحيدة لهم ابنيهما روبرت، وليام بلومر الابن، حيث نشأت وترعرعت في غراند رابيدز، ميشيغان، وتخرجت من المدرسة الثانوية المركزية.

## الموت والجنازة
توفيت بيتي فورد لأسباب طبيعية في 8 يوليو 2011 في مركز ايزنهاور الطبي في رانشو ميراج، عن عمر 93 عام.
وأعقب نبأ وفاتها برقيات عزاء من الرئيس باراك أوباما والرؤساء السابقين؛ جورج بوش الأب، جورج بوش الابن، جيمي كارتر، وأيضا من نانسي ريغان، السيدة الأولى السابقة.
وعقدت مراسم الدفن في بالم ديزرت، كاليفورنيا في 12 يوليو 2011، وحضر المراسم أكثر من 800 شخص، بما في ذلك الرئيس السابق جورج بوش، السيدة الأولى ميشيل أوباما والسيدات الأولى السابقات روزالين كارتر، نانسي ريغان وهيلاري كلينتون والصحفية كوكي روبرتس وميسون جيفري التي ألقت كلمات التأبين.

## تكريمها وحياتها اللاحقة
خضعت بيتي فورد في عام 1987 لجراحة فتح مجرى جانبي للشريان التاجي، وتعافت دون مضاعفات.
حصلت في 18 نوفمبر من عام 1991 على وسام الحرية الرئاسي من قبل الرئيس جورج هربرت واكر بوش وعلى ميدالية الكونغرس الذهبية في عام 1999. خُصِّصَ في نفس العام لها ولزوجها نجمة ذهبية في ممشى نجوم بالم سبرينغز.
حصلت فورد في 8 مايو من عام 2003 على جائزة وودرو ويلسون من قبل مركز وودرو ويلسون التابع لمعهد سميثسونيان في لوس أنجلوس مقابل خدماتها العامة.
أقامت هي وزوجها خلال هذه السنوات في رانشو ميراج وفي بيفر كريك في كولورادو. توفي جيرالد فورد البالغ من العمر 93 عامًا بسبب قصور القلب في 26 ديسمبر من عام 2006 في منزله في رانشو ميراج. سافرت فورد على الرغم من عمرها المتقدم وحالتها البدنية الضعيفة إلى جميع أنحاء البلاد وشاركت في أحداث الجنازة في كاليفورنيا وواشنطن العاصمة وميشيغان.
استمرت فورد بعد وفاة زوجها في العيش في رانشو ميراج. تسببت الحالة الصحية السيئة الناجمة عن العمليات الجراحية في أغسطس عام 2006 وأبريل عام 2007 التي أجرتها بسبب وجود جلطات في ساقيها في تقليص حياتها العامة إلى حد كبير. منعتها حالتها الصحية السيئة من حضور جنازة السيدة بيرد جونسون في يوليو عام 2007، ولكن مثّلت ابنتها سوزان فورد والدتها في مراسم الجنازة.
كُشِفَ في يوليو عام 2018 عن تمثال لبيتي فورد خارج متحف جيرالد ر. فورد الرئاسي في غراند رابيدز في ولاية ميشيغان.

## الموت والجنازة
توفيت بيتي فورد لأسباب طبيعية في 8 يوليو من عام 2011 بعد ثلاثة أشهر من عيد ميلادها الثالث والتسعين في مركز آيزنهاور الطبي في رانشو ميراج. من قبيل الصدفة، كانت هي وزوجها جيرالد فورد في التاسعة والتسعين من العمر عندما توفيا، ولكن كان عمر جيرالد أطول من عمر بيتي بـ 74 يومًا.
أقيمت مراسم الجنازة في بالم ديزرت في ولاية كاليفورنيا في 12 يوليو من عام 2011 بحضور أكثر من 800 شخص بمن فيهم الرئيس السابق جورج دبليو بوش والسيدة الأولى آنذاك ميشيل أوباما ووزيرة الخارجية حينها هيلاري كلينتون وسيدات البيت الأبيض السابقات روزالين كارتر ونانسي ريغان.
عٌقِدَت مراسم ثانية في الرابع عشر من يوليو في كنيسة غريس الأسقفية حيث ألقى كل من لين تشيني ومدير متحف فورد السابق ريتشارد نورتون سميث وستيفن ابن فورد كلمات الثناء على روحها. حضر الحفل الرئيس السابق بيل كلينتون ونائب الرئيس السابق ديك تشيني والسيدة الأولى السابقة باربرا بوش. ذكرت السيدة تشيني في تصريحاتها أن يوم 14 يوليو سيكون عيد ميلاد جيرالد فورد الثامن والتسعين. دُفِنَت فورد بعد المراسم بجانب زوجها في المتحف.

## الجوائز
حصلت فورد في عام 1985 على جائزة أفضل خدمة عامة أفادت المعوزين؛ وهي جائزة تمنحها سنويًا جوائز جيفرسون.
أُدخِلَت فورد في عام 2013 إلى قاعة الشهرة الوطنية للمرأة.

## روابط خارجية
- بيتي فورد على موقع IMDb (الإنجليزية)
- بيتي فورد على موقع الموسوعة البريطانية (الإنجليزية)
- بيتي فورد على موقع مونزينجر (الألمانية)
- بيتي فورد على موقع إن إن دي بي (الإنجليزية)
- بيتي فورد على موقع قاعدة بيانات الفيلم (الإنجليزية)